# Puerto Escondido (film, 1992)
Pour les articles homonymes, voir Puerto Escondido.
Pour plus de détails, voir Fiche technique et Distribution.
Puerto Escondido est une comédie policière italienne réalisée par Gabriele Salvatores en 1992. Le film, le sixième long métrage de Gabriele Salvatores, est une adaptation du roman éponyme de Pino Cacucci paru en 1990, qui se déroule en grande partie au Mexique, dans la ville de Puerto Escondido (État d'Oaxaca).

## Synopsis
Mario Tozzi, directeur adjoint d'une banque milanaise, devient l'ami d'Alex, un officier de police qui commet deux meurtres dans lesquels Tozzi est lui-même impliqué. Tous les deux s'enfuient au Mexique. Leurs tribulations, auxquelles se joint une certaine Anita, donnent lieu à une suite de situations sans cesse malheureuses, mais toujours rocambolesques, où se rencontrent trafic de drogue, agression, vol, corruption des forces de l'ordre, etc.

## Fiche technique
- Titre : Puerto Escondido
- Réalisation : Gabriele Salvatores
- Scénario : Enzo Monteleone, d'après le roman éponyme de Pino Cacucci
- Collaboration au scénario : Diego Abatantuono et Gabriele Salvatores
- Production : Mario Cecchi Gori, Vittorio Cecchi Gori, Maurizio Totti
- Musique : Federico De Robertis et Mauro Pagani
- Photographie : Italo Petriccione
- Montage : Nino Baragli
- Son : Luca Anzellotti, Massimo Anzellotti et Alberto Doni
- Direction artistique : Marco Belluzzi et Alejandro Olmas
- Costumes : Francesco Panni
- Pays d'origine :  Italie
- Format : Couleurs / son Dolby / 35 mm
- Genre : Comédie policière
- Durée : 110 min
- Dates de sortie : 
  -  Italie :	17 décembre 1992

## Distribution
- Diego Abatantuono : Mario Tozzi
- Valeria Golino : Anita
- Claudio Bisio : Alex
- Renato Carpentieri : Commissario Viola
- Antonio Catania : Di Gennaro
- Elena Callegari :	Femme à la banque
- Leonardo Gajo : Collègue à la banque
- Corinna Agustoni : Nurse
- Nicky Mondellini : Bonne
- Jorge Fegán : Prêteur sur gages
- Paco Mauri : Policier
- Yolanda Orisaga : Carmen
- Yolo Lucio : Fils de Carmen
- Son y la Rumba :	Bande du bar
- Los Guajiros : Groupe de musique mexicaine

## Autour du film
À Puerto Escondido, le film est diffusé tous les jours à 18 h dans un café proche de la plage centrale[Quoi ?] de la ville.